# Vulkanmannen (film)
Vulkanmannen är Björn Runges film om författaren Sture Dahlström. Den hade premiär på Göteborgs filmfestival 1997 och blev en succé. Dahlström närvarade vid premiären och fick efter filmen stående ovationer av den tusenhövdade publiken.